# 大刺龍占麗魚
大刺龍占麗魚，為輻鰭魚綱鱸形目隆頭魚亞目慈鯛科的其中一種，被IUCN列為瀕危保育類動物，分布於非洲馬拉威湖南部流域，棲息深度35-65公尺，體長可達20公分，棲息在沙底質水域，以矽藻及無脊椎動物為食，生活習性不明，可作為觀賞魚。

## 擴展閱讀
維基物種上的相關：大刺龍占麗魚